# Jan Willem van Vugt
Jan Willem van Vugt (Batavia, 11 september 1931 – Amsterdam, 27 mei 1985) was een Nederlands illustrator, politiek tekenaar en cartoonist.

## Biografie
Van Vugt werkte onder meer als cartoonist voor dagblad Het Parool, de Volkskrant en vele andere dagbladen en weekbladen als De Groene Amsterdammer. Zijn belangrijkste inspiratiebron was "woede over het onrecht in de samenleving en over de machthebbers die er achteloos aan voorbijgaan", aldus een citaat in de Volkskrant na zijn overlijden.
Van Vugt portretteerde vele schrijvers en andere kunstenaars zowel in opdracht als ook als illustratie in boeken of op boekomslagen. Hij was jarenlang verbonden als leraar tekenen aan het Vossius Gymnasium te Amsterdam. Van Vugt was verder ook beroepsmatig actief als etser en kostuumontwerper. In zijn jonge jaren was hij skiffeur en verder zong hij als bariton. Hij signeerde zijn werk vaak als Janwillem van Vugt.

## Werken en publicaties
- Diverse voorplaten en cartoons in het maandblad Studententijdschrift tussen 1969 en 1972
- cartoon het Narrenschip uit 1970 hing als een levensgrote poster in de vergaderkamer van de afdeling onderwijsontwikkeling in Utrecht.[4]
- cartoon van Willem Frederik Hermans als illustratie bij een recensie van Jacq Firmin Vogelaar over Hermans boek Herinneringen van een Engelbewaarder, De Groene Amsterdammer, 9 oktober 1971
- Diverse cartoons in Kentering, tweemaandelijks Literair Tijdschrift in 1975
- De tranen der verontrusten, 1973
- De lekkerste tekeningen van Jan Willem van Vugt, boek 1974, Wolters Noordhoff
- Nederlands Syndromen, boek 1977
- Een tijdperk van wonderen en andere uitspraken uitgave F. van Lanschot bankiers 1978, Den Bosch. Samensteller Frans van Lier, illustraties Jan Willem van Vugt.
- Dertig jaar onderwijs - zwart op wit. Een selectie uit de artikelen, commentaren en Cahiers van de onderwijsjournalist Ton Elias geschreven in de periode 1946 tot en met 1980. Groningen. Wolters-Noordhoff. 1982. 331 pagina's. Illustraties van Jan Willem van Vugt.
- Animalliteiten, verhalen van dieren over mensen door Hans Rombouts met tekeningen van Jan Willem van Vugt, uitgeverij Rostrum Impressum, 1981, 176 bladzijden. Gedeeltelijk eerder verschenen in Haarlems Dagblad/IJmuider Courant, ISBN 90-328-0461-8
- cartoon van Joop den Uyl en Hans Wiegel op de wip in de Volkskrant 1982.
- cartoon van premier Lubbers in de Volkskrant van 21 januari 1984 over de financiële en sociaal-economische problematiek in het kabinet Lubbers.
- cartoon van Godfried Bomans oorspronkelijk verschenen in het Haarlems Dagblad van 24 maart 1984 en later opgenomen in Bomans in Beeld boek samengesteld door Hans Krol, Heemstede 1984

- Biografisch Portaal: 24471315
- International Standard Name Identifier: 0000 0003 9553 7427
- Library of Congress Control Number: n97860944
- Nederlandse Thesaurus van Auteursnamen: 069025630
- RKD-Nederlands Instituut voor Kunstgeschiedenis: 86872
- Système universitaire de documentation: 242349552
- Virtual International Authority File: 290309794